# Tiffanylampa

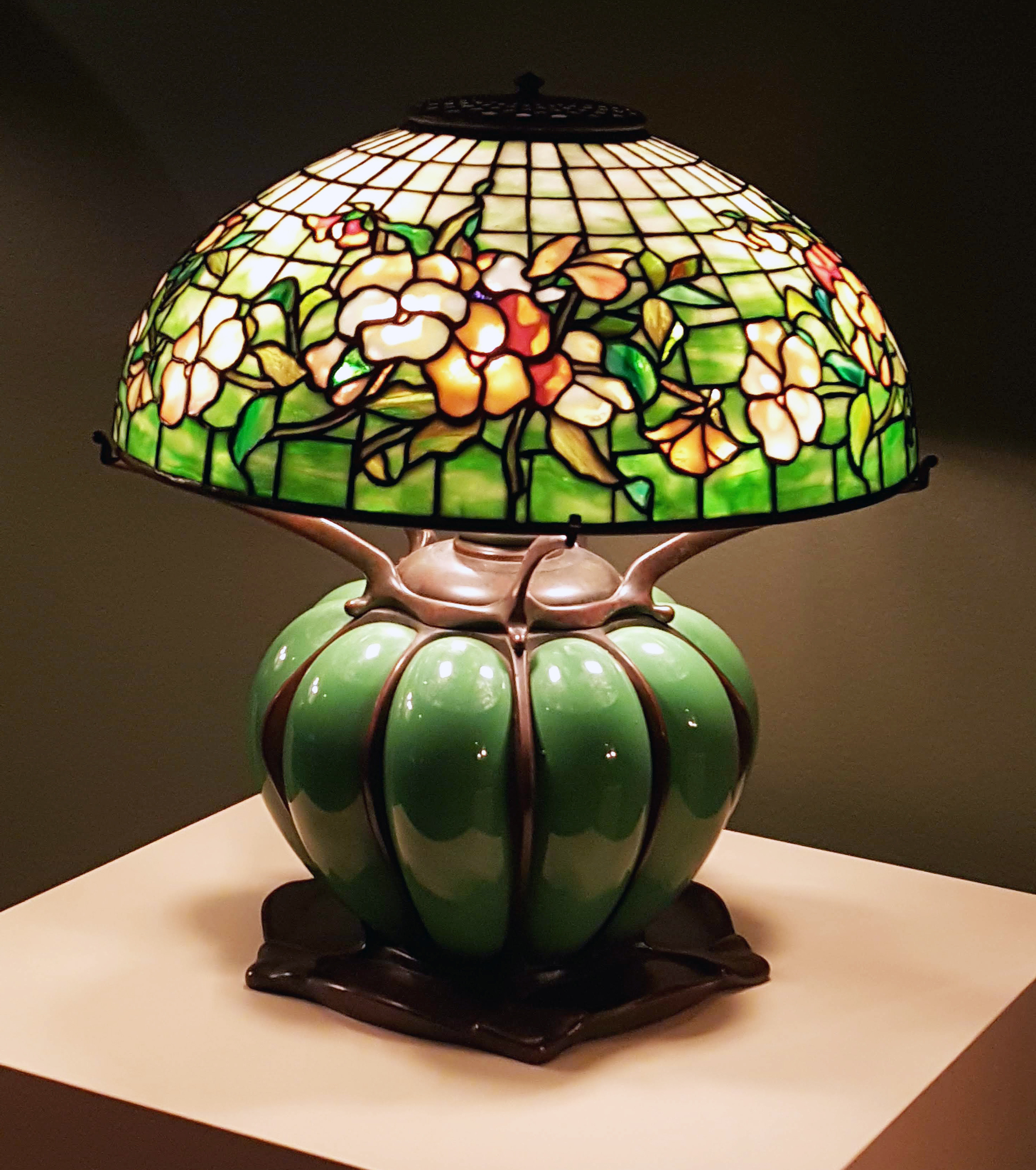
Tiffanylampa

Tiffanylampa är en glasmosaiklampa i Tiffanyteknik och jugendstil. 
Namnet kommer från glaskonstnären Louis Comfort Tiffany (1848–1933) som var son till den berömde juveleraren Charles Lewis Tiffany (1812–1880). Tiffany tog 1880 patent på ett iridiserande glas som han kallade fevrile glass. Han grundade företaget Furnaces, som tillverkade glasgolv och glasfönster men även mindre föremål, däribland elektriska lampor med skärmar av mångfärgat opakt glas.